# JR東海HC85系電聯車
JR東海HC85系電聯車（日语：JR東海HC85系）是東海旅客鐵道（JR東海）的混合動力鐵路車輛。是日本首款能夠達到120 km/h的混合動力列車，目的是取代老舊的KiHa 85 系，用於飛驒號及南紀號特急列車。雖然具有柴油引擎，但JR東海將此型列車歸類為電聯車，使用電聯車用的車號，「HC」為Hybrid Car的縮寫。

## 驅動方法
列車是將發動機產生的電力和蓄電池的電力結合起來並电动驅動的，是日本第一款混合動力鐵路車輛的定期特急列車。列車最高运行速度为120 km/h。

## 車內
普通等座椅使用了黃紅漸變色，每個座椅都設有100伏特交流電電源插頭，而設有可讓輪椅進入的通用設計洗手間，洗手間外的通道設有名為「奈米博物館」（ナノミュージアム）的櫥窗展示沿線工藝品。

## 機器
製造此列車使用了多種新技術，包括：
- 一体成型的轉向架[5]
- 振動檢測裝置
- 軌道通信裝置

### 一体成型轉向架
一体成型轉向架是日本車輛新開發的轉向架，與313系比較，能夠节省60%的焊接材料，可以使檢查更方便快捷，行走曲線時更能令列車穩定20～30%。

### 振動檢測裝置
能夠於颱風時監測列車的振動，發現異常時，可以立刻通知司機，把列車停下來。如果有出軌、翻側、相撞等事故引起的剧烈震动時，該裝置能对其他列車进行警告。

### 軌道通信裝置
軌道通信裝置能夠交換列車及線路的消息。列車能夠傳送列車狀態給車輛基地；線路能夠傳送即時運行消息給列車。

## 編成表
- 以ひだ5号、25号特急編組為例

| 車廂   | 8      | 7      | 6      | 5        |
| 型式   | Mc1    | M1     | M2     | Msc      |
| 座等   | 普通車 | 普通車 | 普通車 | 綠色車廂 |
| 車號   |        |        |        |          |
| 載客量 | 56     | 50     | 68     | 36       |

| 車廂   | 4      | 3      | 2      | 1      |
| 型式   | Mc1    | M1     | M2     | Mc4    |
| 座等   | 普通車 | 普通車 | 普通車 | 普通車 |
| 車號   |        |        |        |        |
| 載客量 | 56     | 50     | 68     | 44     |

| 車廂   | 10     | 9      |
| 型式   | Mc2    | Mc3    |
| 座等   | 普通車 | 普通車 |
| 車號   |        |        |
| 載客量 | 56     | 42     |

## 歷史
- 2019年（令和元年）
  - 10月28日：公佈製造一列試驗走行車[6]
  - 12月4日：試驗走行車出廠[7]

- 2021年（令和3年）
  - 1月20日：公佈製造64輛量産車，並為試驗走行車進行改造，以投入服務[8][9]
- 2022年（令和4年）JR東海宣布於7月1日正式將本型車投入營運
- 2023年（令和5年）5月25日：獲鐵道友之會頒發藍絲帶獎，為首列獲獎的混合動力鐵路車輛[10]